# Muñeca quitapenas

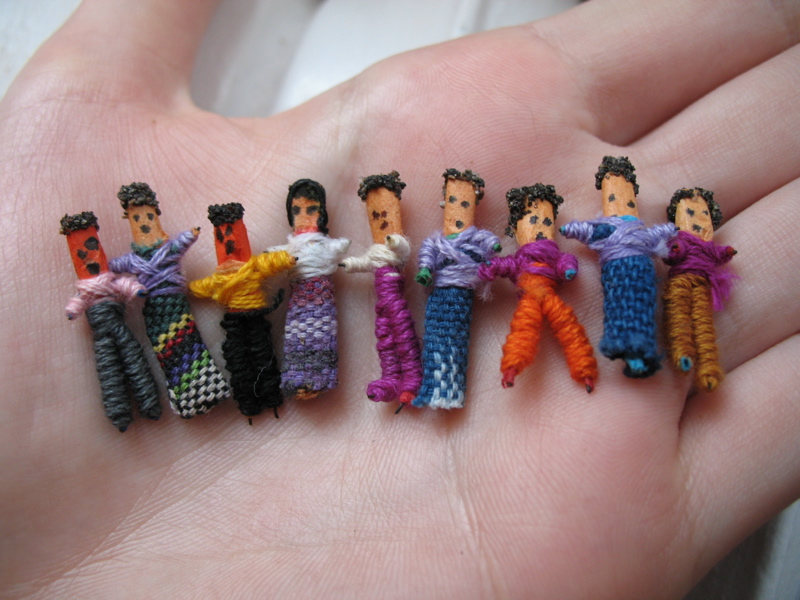
Néhány bajelvevő baba

A muñeca quitapenas (spanyol kifejezés, jelentése: bajelvevő baba) egy guatemalai eredetű, apró baba, amelynek egyes hiedelmek szerint varázsereje van: úgy tartják, hogy ha valaki aggodalmai miatt nem tud aludni, elég, ha elmondja bajait ennek a babának, majd a babát a párnája alá teszi, így az „átveszi” tőle a gondot, és gazdája nyugodtan alhat.
A babák mérete általában mindössze 2 cm körüli szokott lenni, de léteznek jóval nagyobb, akár 10 centis méretűek is. Anyaguk lehet fa vagy fémdrót is, ruhájuk készülhet papírból vagy textilből is. Míg a kisebbek többnyire kevésbé kidolgozottak, egyszerűek, addig a nagyok között már megjelennek olyanok is, amelyek öltözete az ország egyes vidékeinek tipikus népviseletére hasonlít.
A baba és a hozzá kapcsolódó hiedelem maja legendákból származik, ám mára, látván népszerűségüket mind a helyi lakosság, mind a Guatemalába látogató turisták körében, sok kereskedő maga is hozzátett az eredeti babonához. Vannak, akik egyenesen azt állítják, hogy a baba nemcsak az aggodalmat veszi el, hanem még meg is oldja a problémát, mások szerint a baba hatásosabb, ha nem maguknak vásárolják, hanem ajándékba kapják, vannak, akik azt mondják, hogy a problémát csak titokban szabad nekik elmesélni, sőt, még olyan is van, aki szerint meg kell masszírozni a hasát, hogy a neki elmesélt bajok nehogy fájdalmat okozzanak neki. A babához kapcsolódó hiedelmekben azokban a megyékben hisznek többen, ahol magasabb az indián lakosság aránya, míg például az inkább katolikus Guatemalavárosban kevesebben hisznek a baba csodatévő erejében.
Idővel a muñeca quitapenas Latin-Amerika több országában is népszerűvé vált, a turisták pedig, főként kis mérete és a hozzá kapcsolódó legenda miatt sokat vásárolnak belőle, ezért Guatemalában egész babakészítő iparág fejlődött ki. A legtöbb babát a Chimaltenango megyei Comalapában készítik, és Antigua Guatemalában adják el. Áruk akár az 5 dollárt is elérheti.